# Svaniti nella notte
Svaniti nella notte è un film thriller del 2024 diretto da Renato De Maria è interpretato da Riccardo Scamarcio e Annabelle Wallis. Si tratta di un remake italiano del film del 2013 I segreti del settimo piano (Séptimo) diretto da Patxi Amezcua.

## Trama
Pietro Torre ed Elena Walgren stanno affrontando un divorzio apparentemente amichevole e combattono per l'affidamento dei loro due figli, Bianca e Giovanni. Elena è una psicoterapeuta americana che ha rinunciato alla carriera per dedicarsi a tempo pieno ai suoi figli e al sogno di aprire un B&B in una Masseria che ha acquistato con suo marito nelle campagne baresi. Durante le trattative per il divorzio emergono problemi importanti: Pietro è indebitato a causa del gioco d'azzardo mentre Elena fa abuso di farmaci da prescrizione.
Pietro porta fuori i bambini per il weekend. Gli ex coniugi sembrano amichevoli ma non nascondono qualche attrito. 
Mentre sono fuori in barca, Pietro e i bambini incontrano Nicola, un vecchio amico di Pietro alla presenza del quale l'uomo sembra essere particolarmente a disagio.
Arrivato in masseria, Pietro si trova faccia a faccia con il suo creditore Santo. Poiché deve all'uomo 250.000 euro, gli viene chiesto di cedere la proprietà in cambio del pagamento, ma Pietro rifiuta e chiede più tempo. Quella sera, dopo aver messo a letto i bambini e mentre è sul divano a guardare una partita di calcio in tivù, Pietro viene raggiunto in salotto da suo figlio Giovanni, spaventato da un mostro la cui presenza percepisce in camera. Dopo che Pietro lo ha tranquillizzato, rimette a letto Giovanni e continua a guardare la partita. Tra il primo e il secondo tempo, Pietro si reca dai bambini per controllare che dormano e scopre che non sono a letto.
Come aveva promesso, Elena chiama Pietro per dare la buonanotte ai bambini, così Pietro è costretto a dirle che sono scomparsi. Spaventata, Elena si reca il più velocemente possibile in masseria. 
Mentre i due discutono preoccupati, il telefono di Pietro squilla: da un numero sconosciuto arriva una richiesta di riscatto di 150.000 euro da trovare entro un giorno. Elena insiste affinché Pietro chieda aiuto a Nicola, suo ricco amico d'infanzia. 
Inizialmente titubante poiché non vorrebbe più avere nulla a che fare con Nicola, Pietro cede e si reca da Nicola in cerca di aiuto. Nicola dice a Pietro che gli darà i soldi entro il mattino seguente solo in cambio di un favore: andare in Grecia con la sua barca per chiudere un affare al posto suo. 
Elena accompagna Pietro al porto e prima che questi salga in barca i due si baciano appassionatamente, lasciandosi con la promessa di riparlare del loro futuro come coppia appena portati in salvo i bambini. 
Pietro si imbarca e si reca, come da indicazioni di Nicola, presso il ristorante di una piccola isola greca presso il quale dovrà attendere finché non verrà avvicinato da qualcuno. Pietro aspetta per tutta la sera finché finalmente un dipendente del ristorante non gli dà un biglietto sul quale c'è scritto di tornare immediatamente indietro. Mentre Pietro se ne va, due uomini su moto d'acqua salgono a bordo della sua barca con una borsa da viaggio. Dopo che Pietro conferma verbalmente la ricezione della borsa e dopo essere stato minacciato con una pistola da uno dei due uomini, il pagamento in cripto valute va a buon fine e Pietro è libero di andare.
Al suo ritorno in Italia, Pietro è costretto a chiedere aiuto alla guardia costiera a causa dell'avaria del motore della sua barca. Due uomini della guardia costiera lo traggono in salvo portandolo, però, solo fino a Otranto. Non appena sbarcano, Pietro corre a prendere un autobus per Bari con addosso la borsa piena di cocaina recuperata in Grecia. 
Arrivati finalmente a Bari, Pietro corre concitato da Nicola per i soldi che questi gli ha promesso. Nicola, però, temporeggia, e i due finiscono alle mani. Stanco, insonne e ferito, Pietro riesce ad avere da Nicola i soldi promessi. 
Correndo a casa di Elena con i soldi per il riscatto, Pietro trova i bambini sani e salvi che fanno colazione. I bambini sembrano non ricordare di essere stati in masseria la sera prima e ciò porta Pietro ad agitarsi. Elena assiste alla scena e chiede spiegazioni a Pietro, sconvolta dai discorsi di Pietro sul rapimento e sulla droga trasportata. Insistendo sul fatto che Pietro si stia comportando da pazzo, minaccia di chiamare la polizia fino a costringerlo ad andarsene.
Mentre torna presso la masseria, Pietro riceve da Elena una registrazione della confessione di Pietro sul viaggio in Grecia per droga e spiega all'uomo che la userà per denunciarlo se non firmerà l'autorizzazione a portare Bianca e Giovanni a New York. Pietro, contrariato, raggiunge i suoi figli al maneggio presso il quale stanno facendo lezione di equitazione. Prima che Elena possa intervenire, i bambini si mostrano confusi ma consapevoli di essere stati a casa del padre la sera prima.
Nuovamente minacciato dalla ex moglie, Pietro lascia moglie e figli e torna in masseria. Una volta arrivato, trova nel gabinetto l'involucro di una compressa di ossicodone. Volendo trovare la prova dei suoi sospetti, Pietro corre all'appartamento di Elena e recupera dalla guardia dello stabile una copia delle chiavi con la scusa di dover cercare il passaporto di Bianca dimenticato a casa. Una volta a casa, Pietro trova la prova che cercava: l'involucro dell'ossicodone trovato nella masseria combacia perfettamente con il blister di ossicodone di Elena manca un angolo. 
A questo punto, per Pietro è tutto chiaro. 
Pietro corre all'aeroporto da Elena e i bambini. L'uomo prende da parte da ex moglie e smonta la sua messa in scena: le dice che sa che è stata lei a drogare i loro figli, a farli sparire e a indurre Pietro a rischiare la propria vita per trovare i soldi per poi minacciarlo facendolo passare per un pazzo criminale. Pietro, con il coltello dalla parte del manico, minaccia a propria volta Elena: se la donna non partità da sola per New York Pietro troverà il modo di far esaminare i capelli dei loro figli per dimostrare che hanno assunto droga per mano della loro stessa madre. Impotente, Elena confessa, non senza riversare tutto il suo risentimento sull'ex marito. 
Pietro porta i bambini in masseria e telefona a Santo per fargli sapere che ha il denaro ed è quindi pronto a saldare il suo debito. 
Mentre i bambini giocano in salotto, Pietro guarda una foto di loro quattro insieme. Quanto alza gli occhi dalla foto, vede Elena fuori che li ha raggiunti.

## Produzione
Le riprese del film si sono tenute tra Bari, Otranto e nelle campagne del Salento.

## Distribuzione
Il film è stato distribuito sulla piattaforma Netflix a partire dall'11 luglio 2024.

## Accoglienza
Il film è stato accolto con recensioni miste da parte della critica specializzata.
Simone Granata di MYmovies.it assegna al film 2,5 stelle su 5, scrivendo che la regia «riesce a conservare sempre la tensione impressa» all'inizio del film, ritenendo che tuttavia il finale «destando curiosità e stupore, finisce per penalizzare la resa finale, tirando troppo la corda della credibilità».
In una recensione meno entusiasta  Alessio Baronci di Sentieri selvaggi  ritiene che il film «rimane costantemente sulla superficie» dei fatti narrati e dei protagonisti, il quale rapporto «manca di struttura, di passato, di uno sfondo su cui far risaltare le loro dinamiche», e che la regia «si limita a seguire il protagonista in una provincia pugliese raccontata con le classiche scelte visive turistiche mentre è impegnato a risolvere un mistero costruito pigramente». Maurizio Encari di Everyeye.it afferma che nel rifacimento del film «si è persa la personalità dell'originale» poiché «soffre di un rigido schematismo che castra sul nascere la potenziale suspense», trovando inoltre l'ambientazione pugliese non congeniale al racconto e la sceneggiatura «elementare».